# 沙利文 (伊利诺伊州)
沙利文（英語：Sullivan）是一個位於美國伊利諾伊州莫爾特里縣的城市。2020年人口普查时人口为4413人。，而該地的面積約為7.12平方千米。同時該地也是莫爾特里縣的縣治。

## 历史
沙利文成立于1845年，当时名为Asa's Point。作为一个县治，沙利文的位置不太合理。当时纳尔逊村（已经不复存在）已经开发，沙利文所在的地区排水不良，积水中滋生了携带疟疾的蚊子。1844年，人们确定沙利文的所在地将成为县政府所在地。几十年后，沙利文将证明其作为一个重要的地区城市，因接近迪凯特和马顿而繁荣起来。
最初的村庄面积约为40英亩，由25个街区组成，北边是杰克逊街，南边是沃特街，东边是道格拉斯（现在的沃思）街，西边是汉密尔顿街。沙利文的第一所学校建于1846年，第一座教堂建于1848年。
当亚伯拉罕·林肯竞选参议员反对史蒂芬·道格拉斯时，他在弗里兰格罗夫（Freeland's Grove）（现为怀曼公园）发表了演讲，那里有一座纪念碑纪念他今天的演讲。1858年，在这场参议院竞选中，林肯的支持者和道格拉斯的支持者在城镇广场爆发了一场骚乱。
1864年，一场大火摧毁了第一座法院建筑，第二座更大的法院大楼建于1904年，后来它被拆除后，第三个今天的法院建成。除了第一座法院大楼，数百份县记录也在火灾中丢失了。
沙利文也是提图斯歌剧院的所在地，该歌剧院建于1871年，位于城市广场的北侧。大礼堂、阳台和包厢位于大楼的二层和三层，可容纳多达800名顾客。这座歌剧院是该地区最好的歌剧院之一，甚至还举办了一场由伟大的委内瑞拉钢琴家特雷莎·卡雷奥（teresa carre_o）举办的音乐会。不幸的是，在1910年2月20日的清晨，这座歌剧院着火并被烧毁。
位于沙利文市中心的穆尔特里县历史和系谱学会，作为一个小型博物馆收藏了该县的往昔。

## 人口统计
截至2000年人口普查时，全市共有4326人，1820户，1188户居民。人口密度为2121.5人/平方英里（818.8人/平方公里）。有1945套住房，平均密度为每平方英里953.8套（368.1套/平方公里）。
该市的种族构成为：
98.68%的白人
0.30%的非洲裔美国人
0.12%的土著美国人（印第安人）
0.16%的亚裔美国人
0.09%的其他种族
0.65%的两个或更多种族
任何种族的西班牙裔或拉丁裔占总人口的0.39%。
| 调查年                | 人口  | 备注 | %±    |
| --------------------- | ----- | ---- | ----- |
| 1860                  | 528   |      | —     |
| 1870                  | 742   |      | 40.5% |
| 1880                  | 1,305 |      | 75.9% |
| 1890                  | 1,468 |      | 12.5% |
| 1900                  | 2,399 |      | 63.4% |
| 1910                  | 2,621 |      | 9.3%  |
| 1920                  | 2,532 |      | −3.4% |
| 1930                  | 2,339 |      | −7.6% |
| 1940                  | 3,101 |      | 32.6% |
| 1950                  | 3,470 |      | 11.9% |
| 1960                  | 3,946 |      | 13.7% |
| 1970                  | 4,112 |      | 4.2%  |
| 1980                  | 4,526 |      | 10.1% |
| 1990                  | 4,354 |      | −3.8% |
| 2000                  | 4,326 |      | −0.6% |
| 2010                  | 4,440 |      | 2.6%  |
| 2020                  | 4,413 |      | −0.6% |
| U.S. Decennial Census |       |      |       |

## 地理
沙利文的座標為39°35′54″N 88°36′36″W / 39.59833°N 88.61000°W，而該地的平均海拔高度為206米（即673英尺）。